# 魍魎の揺りかご
『魍魎の揺りかご』（もうりょうのゆりかご）は、三部けいによる日本の漫画作品。スクウェア・エニックスの『ヤングガンガン』にて2010年9号から2012年17号まで連載。単行本全6巻。

## あらすじ
修学旅行中の高校生たちが船で航海中に、同乗していた外国客が突如狂ったように船内で起こした殺人行為を目撃する。突然の出来事に逃げ惑う生徒たちや他の乗客…。そのころ、時を同じくして船が沈没し始め、大きな揺れと共に地上8階層・地下3階層もある船が転覆し、多くの死者が続出する。生き残った者たちも、この状況から少しずつ変化が見え始めた。
何故、船は沈没しているのか？ 何故、突然殺人鬼が現れたのか？ 誰が味方で誰が敵なのか？ 多大な疑問から生じる不安と恐怖を抱えながら、生き残りをかけた主人公たちは仲間と共に船からの脱出を目指す。物語が進行するにつれ、次第に明らかになっていく真相。そして、生き残った者たちの本性もまた明らかになってゆく。

## 登場人物
滝川 優矢（たきがわ ゆうや）
無口で無愛想な男子生徒。その性格は実家が経営している稼業から来ている模様。その稼業に自らも参加しているためか、運動神経は抜群でロシア語が話せる。
中学生のころ、日本の南の大きな島に巡業に行っていたときに、鈴原夢と出会っている。
終盤、華菜との戦いで感染してしまうが、真琴達を救う為に自らの命と引き換えに脱出口を開き、海の中で眠りに就いた。
鮎川 真琴（あゆかわ まこと）
自分が置かれた現状よりも他人を心配する優しい心の持ち主の女生徒。水泳部所属。殺人鬼に襲われた親友を滝川に見殺しにされたことから、当初は彼を嫌悪していた。しかし、同行するうちに彼の本当の人柄や思いなどを理解するようになり、次第に印象が変化していく。最後は滝川との今生の別れの際、好きだったと告白し、彼の切り開いた脱出口から生還する。
春日 日明（かすが あきら）
優等生タイプの男子生徒。常に合理的な判断をし、極力リスクを避けることを優先する。洞察力や推理力、状況判断能力に優れ、他者への気配りも上手いが、滝川からはあまり良く思われていなかった。やがてその冷酷な本性と目的が明らかになってゆく。船の惨状が生物兵器の実験によるものだと知ると、それを脅迫材料に理事長を強請って大金を巻き上げると共に、憎き父を破滅させる事を画策。その為に他の生存者を皆殺しにし自分だけ生き残るつもりでいたが、逆襲され最後は溺死した。
宮村 華菜（みやむら かな）
髪をツインテールにした今風の性格の女生徒。一人称は「カナ」。身勝手で不実で情緒不安定な性格で、頭に血が上ると何をしでかすか分からない一面も持つ。自身が殺人鬼たちと同じ存在になってしまったと知ったことを発端に狂気に走る。感染の影響か、次第に凶暴性を帯び始め、残虐性と狡猾さも見せるようになる。友人だった真琴達をも道連れにしようとするが、滝川に討たれる。
華菜自身の回想から、幼少期は田舎に住んでいたが父親の転勤で都会の学校に転校したこと、転校以後、クラスメイトの名前が覚えられなくなったこと、また、仲が良かった田舎の元クラスメイトたちに2度にわたり手紙を送ったが全く音沙汰がなかったことなどが明らかになっている。今とは違い友達思いの少女であったようだが、これらのことが後年の彼女の性格に影響を及ぼしたのかは定かではない。
二ノ宮（にのみや）
引率の1人で滝川たちの担任。生活指導の男性教諭。強面の外見や職務とは裏腹に寛大で生徒思いであるため、教え子たちの信頼が厚かった。生徒たちを殺人鬼から守ろうと単身立ちはだかるも逆に感染させられてしまい、それが元で多くの教え子を惨殺してしまった。最期は滝川の投げつけたカンテラの火によって荼毘に付される。
須藤 弥生（すどう やよい）
真琴のクラスメイトである女生徒。登場時、鉄骨に右腕を挟まれた状態で発見される。殺人鬼に感染しており、既に自我は無いに等しい状態だった。突然の振動によって鉄骨から抜け出るや華菜に襲い掛かる。すぐに滝川に倒されるが、彼女の行為はさらなる災いの引き金となってしまった。
縞田（しまだ）
車椅子に乗った男子生徒。船の転覆後、滝川たちと遭遇した時はエレベータ内に閉じ込められて気絶していた。自分がみんなの重荷になっていることを疎ましく思っている。
華菜の感染に逸早く気付き、またそのことを気取られてしまったがために、彼女の策略によって車椅子から浸水地帯へと落とされてしまう。その後、春日におぶわれて下半身を失った殺人鬼から逃げていたが、自分を抱えた状態では振り切ることが出来ず、他ならぬ縞田自身の意向によって見捨てることを余儀なくされた（と、春日は証言しているが、これは春日のでっち上げで、実際は見捨てられていた）。浸水箇所に落ちた際に感染しており、その影響で自分の足で歩けるようになるが、感染者である自分が脱出するわけにはいかないと覚悟を決め、同時に冷酷さを垣間見せた春日をそのままにしておけないと決意。春日の後を追い、滝川達の危機を救った後、追い詰められ逃げられなくなった春日が溺死する様を見届けながら、焼死する。
鈴原 夢（すずはら ゆめ）
盲目の女生徒。目が見えない代わりに他の感覚が鋭く、特に聴覚は足音を聞いただけでおおよその人物を特定できる。ちなみに、同誌に掲載された三部の前回の連載作品『鬼燈の島 -ホオズキノシマ-』にて同名の少女が登場する。同一人物か明確にはされていないが、盲目で聴覚が極めて鋭く、5歳年上の兄がいるという共通の特徴を持っている。
芹沢（せりざわ）
不良グループのリーダー格の男子生徒。生き残るために、ためらわずに非情な決断を下す。殺人鬼となった人間の特性を冷静に観察し、そうでない人間との区別をつけるため、首から下げたロザリオを使って自身とグループの仲間の腕に焼印をつける。後に春日の策略により致命傷を負うが、自らの意思で感染者となり、生き延びる。小雪澤のピンチを救ってはいたが、上述の性格から当人に信用されておらず、彼の策略にかかり、最期は十字架狩りにトドメを刺された。春日と同じく彼も自分だけ生き延びようとしていた模様。
西島（にしじま）
滝川のクラスメイトでクラスの委員長を務める男子生徒。班の1つを率いる。紳士的で正義感が強い。芹沢の常軌を逸したやり方に賛同できず、それがために班のメンバーもろとも芹沢たちに殺害された。
小雪澤（こゆきざわ）
少女のような顔立ちの男子生徒。医学の心得がある。芹沢によって額に十字架型の焼印を押されており、彼のグループに同行するよう強要されている。見かけとは裏腹に、滝川や春日、芹沢に劣らず洞察力・推理力・状況判断能力が高く、胆力もそれなりにある。お人よしな性格が災いし、春日に騙され罠にかけられてしまうが、冷静な判断と行動で逃げ延びる。
坂田（さかた）
芹沢のグループの男子生徒。サングラスをかけている。小心者で、グループの足手まといとみなされ、エレベーターで芹沢に見捨てられる。
大河原（おおかわら）
芹沢のグループの男子生徒。大柄な体格をしている。十字架狩り（後述）に追われた挙句、春日を殺すためにとある人物が仕掛けた罠に代わりに引っ掛かり死亡。死後、遺言を春日に捏造される。
藤倉 波瑠（ふじくら はる）
芹沢のグループの女子生徒。爆乳の持ち主で帽子をかぶっている。西島たちの殺害に加担した。芹沢に見捨てられたことで春日と手を組むが、利用されて芹沢に反撃され死亡。死後、片足は感染者に捕食され、死体はその感染者もろとも芹沢に船の水没部分に捨てられる。
安西 摩魅（あんざい まみ）
芹沢のグループの女子生徒。浅黒い肌をした少女。波瑠に劣らずグラマーな体格。芹沢らと共に西島たちの殺害に加担。後に波瑠との友情を優先して芹沢を排除するために春日と手を組むが、騙されて罠にかけられる。脱出行の過程で、小雪澤のやさしさと強さを知り、惹かれていく。エピローグでは小雪澤と結婚した事が分かる。
俊介（しゅんすけ）
船に同乗していた推定年齢5-7歳の少年。真琴と部屋が近かったためか、事故前に彼女と仲良くなっていた。母親は死亡。
ハンナ
船の乗員として働いていた肌が浅黒い女性。今回の航海で乗るのは3回目だという。事故当時はシャワーを浴びていた。芹沢が脱出する際、『非常食』の代わりとして連行されそうになっていた（小雪澤曰く）が、小雪澤の機転で難を逃れる。
十字架狩り（クロスハンター）
本名は不明。口髭を生やした紳士然としたロシア人男性。殺人鬼とは別に、とある動機から十字架の焼印をつけた人を次々に殺している。サーベルの名手。小雪澤の裏切りに抵抗する芹沢にトドメを刺した後、静かに海底へ没した。
岸里 亜佐美（きしさと あさみ）
滝川たちが通う学園の理事長。某国に唆されて、今回の事故と大きな関わりを持つある計画に加担した。
新庄（しんじょう）
引率の1人である女性教諭。重病の母親がおり、多額の治療費を提供される見返りとして、岸里理事長の計画に知らず知らずのうちに加担させられた。過ちに気付いた彼女は自責の念に駆られ、物語開始直前に首吊り自殺を図った。
実は自殺する直前、春日と会っており、自らが犯した過ちを告白した後、春日によって自殺に見せかけ殺害される。
春日の父
物語の舞台でもある豪華客船オーシャン・クレイドル号を設計した、天才設計士としての顔を持つ人物。岸里理事長とも浅からぬ関わりを持つ。早くに母を亡くした息子・日明をエリートに育て上げるため、過酷な教育を強いた。その一方、息子にろくに愛情を与えず、しかも自分は愛人を侍らせており、酷薄で身勝手な態度が目に付く。
確かに彼の教育のお陰で、息子はエリートとしての資質を身に着けた。しかし同時にそれは、息子の人格を著しく歪め、父親への恨みを募らせ、危険な野心へと駆り立てることにもなった。ある意味、この事件の元凶とも言える人物。

## 書誌情報
- 三部けい『魍魎の揺りかご』スクウェア・エニックス〈ヤングガンガンコミック〉、全6巻
  1. 2010年8月21日発売 ISBN 978-4-7575-2969-4
  2. 2011年3月25日発売 ISBN 978-4-7575-3178-9
  3. 2011年8月25日発売 ISBN 978-4-7575-3349-3
  4. 2012年1月25日発売 ISBN 978-4-7575-3492-6
  5. 2012年6月25日発売 ISBN 978-4-7575-3640-1
  6. 2013年1月25日発売 ISBN 978-4-7575-3865-8